# Małgorzata Gersdorf
Małgorzata Maria Gersdorf (pronunciación en polaco: /mawgɔ'ʐata 'gɛrsdɔrf/pronunciación en polaco: /mawgɔ'ʐata 'gɛrsdɔrf/pronunciación en polaco: /mawgɔ'ʐata 'gɛrsdɔrf/; Varsovia, Polonia, 22 de noviembre de 1952) es una abogada y jueza polaca que ocupó el cargo de Primera Presidenta del Tribunal Supremo de Polonia. Fue nombrada en 2014 y su mandato de seis años finalizó el 30 de abril de 2020.

## Biografía
Se graduó en derecho por la Universidad de Varsovia en 1975 y obtuvo un doctorado en 1981. Fue nombrada profesora de la Universidad de Varsovia en 1992, sirvió como vicerrectora de la universidad en 2005 y como directora del departamento de derecho en 2008.
Políticamente, Gersdorf formó parte del movimiento Solidaridad en la década de 1980, y trabajó en la Oficina de Jurisprudencia del Tribunal Supremo y en la Oficina de Análisis del Tribunal Supremo en la década de 1990. En 1989, tras la llegada del nuevo gobierno poscomunista, fue nombrada miembro de la Comisión de Conciliación Social, que contribuyó a la reinserción laboral de los presos políticos. Trabajó como asesora jurídica del Tribunal Supremo y en 2008 fue nombrada jueza. Desempeñó ese cargo durante seis años, cuando fue nombrada Primera Presidenta del Tribunal Supremo, sucediendo a Stanisław Dąbrowski, fallecido a principios de 2014, y a Lech Krzysztof Paprzycki, Primer Presidente en funciones.
Tras convertirse en primer presidente del Tribunal Supremo, en 2017 el partido Ley y Justicia (PiS) había planeado cambiar la estructura del tribunal, incluyendo que el partido nominara a sus propios magistrados en lugar de que fueran los jueces quienes los propusieran. En una carta abierta a sus colegas, Gersdorf se pronunció en contra de este impulso, afirmando que "los tribunales se convierten fácilmente en un juguete en manos de los políticos" e instando a sus colegas jueces a preservar la independencia del poder judicial. La ley fue aprobada posteriormente en ambas cámaras legislativas, pero el presidente Andrzej Duda la vetó.
El partido Ley y Justicia siguió buscando cambios significativos en el sistema del tribunal; una de las medidas era promulgar la jubilación obligatoria a partir del 4 de julio de 2018, lo que obligaría a Gersdorf y a otros 26 jueces de los 72 que componen el tribunal a jubilarse, a pesar de que los magistrados del tribunal habían votado previamente a favor de permitirse continuar ejerciendo hasta el final de su mandato. Gersdorf y varios de sus colegas han luchando contra esta medida. Respaldada por protestas públicas, Gersdorf ha siguió presentándose a trabajar, afirmando que el gobierno está intentando "una purga del Tribunal Supremo llevada a cabo bajo la apariencia de una reforma de la jubilación" y señalando que, según la Constitución de Polonia, su mandato continuaba hasta 2020. La Comisión Europea incoó un procedimiento de infracción contra el gobierno polaco, afirmando que la ley socavaba la independencia judicial y, por tanto, vulneraba el Tratado de la Unión Europea y la Carta de los Derechos Fundamentales de la Unión Europea, que protegen el Estado de derecho. Finalmente, Małgorzata Manowska, aliada del PiS, la sucedió en mayo de 2020 como primera presidenta del Tribunal Supremo.
En enero de 2021 fue galardonada con el Geuzenpenning, premio neerlandés para las personas que luchan por la democracia y contra la dictadura, el racismo y la discriminación.